# Erik Børge Jeppesen
Erik Børge Jeppesen (5. januar 1954-8. december 1994) var en dansk morder, der ved Retten i Næstved den 28. januar 1982 blev idømt fængsel på livstid for at have dræbt og voldtaget Maria Henriksen (12. august 1897 i Polen – 17. december 1980) den 17. december 1980 i sin lejlighed på Blegdammen i Næstved.